# Piero Bernocchi
Pour les articles homonymes, voir Bernocchi.
Piero Bernocchi, né le 13 septembre 1947 à Foligno, dans la province de Pérouse, en Ombrie, est un écrivain, un enseignant, un syndicaliste et un homme politique italien.

## Biographie
Piero Bernocchi a participé en première ligne aux mouvements sociaux italiens des années 60 et 70, à partir du mouvement du 1968, à l’Université de Rome, à la Faculté d’Ingénierie, à la Coordination des Facultés Scientifiques et à la Commission Travail Ouvrier.
Après avoir été l’un des principaux représentants du mouvement de 1977, il a ensuite été directeur et président de « Radio Città Futura (it) », la première chaine radiophonique libre du mouvement italien entre 1979 et 1985.
P. Bernocchi est le représentant le plus significatif du syndicalisme de base et alternatif en Italie, bien que son activité s’étende au-delà de celle syndicale, puisque son organisation, les COBAS (Comitati di Base), représente une expérience inédite d’association comprenant en même temps l’activité syndicale, politique, sociale et culturelle, et refusant la scission entre ces activités.
Bernocchi a participé également à la naissance des COBAS Scuola (dans l’Ecole, l’Enseignement et l’Education) en 1987 et reste à ce jour le portevoix des COBAS Scuola et de la Confédération COBAS qui comprend, outre les COBAS Scuola, ceux de la Santé, du Secteur Public et du Secteur Privé. Il a été, dès le début, parmi les protagonistes des activités du Forum social mondial et Européen contre la globalisation libérale (en Italie nommé “mouvement No-Global” et en France “mouvement altermondialiste”) à partir de la première édition du Forum Mondial à Porto Alegre en 2001 et du Forum Européen à Florence en 2002. Il est également parmi les principaux représentants du Mouvement No-Global italien né à Gênes pendant les journées contre le G8 de Juillet 2001. De tous ces Forum il est encore aujourd’hui un des représentants les plus influents et en particulier il est membre du Conseil International (IC) du Forum Social Mondial (WSF).

## Publications
Piero Bernocchi a écrit de nombreux essais et articles et plusieurs livres parmi lesquels:
- Le riforme in URSS (Les réformes en URSS)  La Salamandra  1977;
- Movimento ’77, storia di una lotta (Mouvement ’77, histoire d’une lutte) Rosemberg-Sellier 1979;
- Capire Danzica (Comprendre Dantzig)  Edizioni Quotidiano dei Lavoratori  1980;
- Oltre il Muro di Berlino (Outre le Mur de Berlin)  Massari  1990 ;
- Dal sindacato ai Cobas (Du syndicat aux Cobas)  Massari  1993 ;
- Dal ’77 in poi   (Depuis 1977)   Massari 1997 ;
- Per una critica del ‘68  (Pour une critique de ‘68)  Massari 1998 ;
- Nel cuore delle lotte. La resistenza al capitalismo dal ’68 in poi (Au cœur des luttes. La résistance au capitalisme de 1968 en avant)  Edizioni Colibrì  2004 ;
- In movimento. Scritti 2000-2008  (En mouvement. Ecrits 2000-2008)  Massari 2008 ;
- Vogliamo un altro mondo. Dal ’68 al Movimento No-Global (Nous voulons un autre monde. De 1968 au « mouvement altermondialiste »)   Datanews  2008.
- Scuola-azienda e istruzione-merce, AA.VV., Ed. Cesp-Cobas, 2000
- Vecchi e nuovi saperi, AA.VV., Ed. Cesp-Cobas, 2001
- Benicomunismo, Massari Editore, 2012
- Oltre il capitalismo (Discutendo di benicomunismo per un'altra società), Massari editore, 2015
- Pandemie virali e contagi politici, Massari Editore, 2020;
- C’era una volta il PCI (con Roberto Massari), Massari Editore, 2021